# Nattawat Rattanawijit
Nattawat Rattanawijit (thailändisch ณัฐวัฒน์ รัตนวิจิตร; * 9. März 1997) ist ein ehemaliger thailändischer Fußballspieler.

## Karriere
Nattawat Rattanawijit spielte 2018 in der U23-Mannschaft vom Navy FC. Die U23 spielte in der vierten Liga, der Thai League 4. Mit dem Klub trat man in der Easten Region der Liga an. 2019 wechselte er in die erste Mannschaft der Navy. Mit dem Verein aus Sattahip spielte er zweimal in der zweiten Liga. Nach der Saison 2019 wurde sein Vertrag nicht verlängert. Die Saison 2021 spielte er mit dem Nikom United FC in der Thailand Amateur League. Seit Ende 2021 ist er vertrags- und vereinslos.

## Sonstiges
Nattawat Rattanawijit ist der Bruder von Saharat Rattanawijit.